# 1890 w filmie

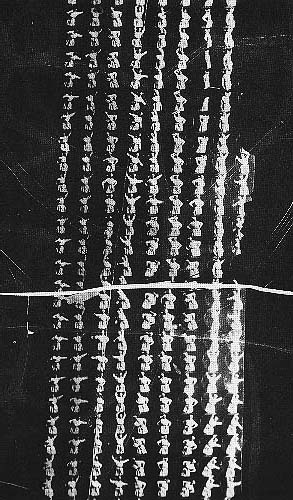
Taśma filmowa wyprodukowana przez Thomasa Edisona w latach 1889–90

Wydarzenia filmowe w 1890 roku.

## Wydarzenia
- London's Trafalgar Square – brytyjski niemy film z 1890 roku, w reżyserii Williama Carra Croftsa.
- Monkeyshines, No. 1 – amerykański niemy film krótkometrażowy z 1890 roku w reżyserii Williama Kennedy'ego Dicksona i Williama Heise'a. Jest to pierwszy film produkcji amerykańskiej.

## Urodzili się
- 4 stycznia – Weyler Hildebrand, szwedzki aktor, reżyser i pisarz (zm. 1944)
- 22 lutego – Kazimierz Opaliński, polski aktor (zm. 1979)
- 16 czerwca – Stan Laurel, brytyjski aktor komediowy, znany z filmu Flip i Flap (zm. 1965)
- 1 października – Stanley Holloway, brytyjski aktor (zm. 1982)
- 2 października – Groucho Marx, aktor komediowy, jeden z braci Marx (zm. 1977)
- Italia Almirante Manzini – włoska aktorka kina niemego (zm. 1941)

## Zmarli
- 16 września – zaginął Louis Le Prince, francuski wynalazca, autor pierwszego filmu na świecie (ur. 1842)
- 28 lipca – Maksymilian Fajans, polski litograf, fotograf i rysownik (ur. 1825)